# Elasmopus takamotus
Elasmopus takamotus is een vlokreeftensoort uit de familie van de Maeridae. De wetenschappelijke naam van de soort is voor het eerst geldig gepubliceerd in 1986 door Myers.